# Ligue des champions féminine de l'UEFA 2018-2019
Navigation
Édition précédente Édition suivante
La Ligue des champions féminine de l'UEFA 2018-2019 est la dix-huitième édition de la plus importante compétition inter-clubs européenne de football féminin.
Elle se déroule lors de la saison 2018-2019 et oppose les vainqueurs des différents championnats européens de la saison précédente ainsi que les dauphins des douze meilleurs championnats.

## Désignation de la ville organisatrice de la finale
Pour la première fois, une procédure de candidature est ouverte pour la désignation des sites qui accueilleront les finales 2019 de la Ligue des champions de l'UEFA, de la Ligue Europa, de la Ligue des champions féminine de l'UEFA ainsi que de la Supercoupe de l’UEFA. Cette procédure a débuté le 9 décembre 2016, les associations ayant jusqu’au 27 janvier 2017 pour faire part de leur intérêt. Les dossiers de candidatures doivent être fournies à l'UEFA avant le 6 juin 2017, avec une seule proposition de site par pays ; le Comité exécutif de l’UEFA sélectionnera le site en septembre 2017.

### Déclarations d'intérêt
Six pays ont fait part de leur intérêt pour l'organisation de la finale de la Ligue des champions féminine 2018-2019.
| Association        | Stade                         | Ville    |
| ------------------ | ----------------------------- | -------- |
| Écosse             | Hampden Park                  | Glasgow  |
| Espagne            | Coliseum Alfonso Pérez        | Getafe   |
| Hongrie            | Stade de Ferencváros          | Budapest |
| Kazakhstan         | Astana Arena                  | Astana   |
| Lituanie           | Stade S.-Darius-et-S.-Girėnas | Kaunas   |
| République tchèque | Eden Aréna                    | Prague   |

### Candidatures
Deux des six pays ayant déclaré leur intérêt confirment leur candidature avant la date limite du 7 juin 2017.
| Association | Stade                | Ville    |
| ----------- | -------------------- | -------- |
| Hongrie     | Stade de Ferencváros | Budapest |
| Kazakhstan  | Astana Arena         | Astana   |

Le Comité exécutif de l'UEFA choisit le Stade de Ferencváros le 20 septembre 2017.

## Participants
Le schéma de qualification de la Ligue des champions féminine de l'UEFA 2018-2019 est le suivant :
- le tenant du titre est qualifié directement pour les seizièmes de finale ;
- les douze meilleures associations les mieux classées au coefficient UEFA à l'issue de la saison 2016-2017 ont leurs clubs champions qualifiés directement pour les seizièmes de finale, et leurs vice-champions entrant soit en seizièmes de finale soit en phase de qualification (selon le nombre d'inscrits au début de la compétition) ;
- les autres associations ont leur club champion entrant en phase de qualification.

Contrairement à la Ligue des champions masculine, les fédérations européennes ne présentent pas toutes une équipe, donc le nombre exact d'équipes n'est pas fixé jusqu'à ce que la liste d'accès soit complètement connue ; il en est de même du tour d'entrée des équipes engagées.
Le 8 juin 2018, l'UEFA annonce que 60 équipes participent à cette édition de la Ligue des champions.
La liste d'accès définitive est donc la suivante (le tenant du titre, l'Olympique lyonnais étant déjà qualifié via le championnat) :
- les huit meilleures associations les mieux classées au coefficient UEFA à l'issue de la saison 2016-2017 ont leurs clubs champions et vice-champions qualifiés directement pour les seizièmes de finale ;
- les associations classées de la 9e à la 12e au coefficient UEFA à l'issue de la saison 2016-2017 ont leurs clubs champions qualifiés directement pour les seizièmes de finale et leurs vice-champions entrant en phase de qualification ;
- les autres associations ont leur club champion entrant en phase de qualification.

|     | Allemagne                | France                       | Suède                  | Angleterre                   |
| --- | ------------------------ | ---------------------------- | ---------------------- | ---------------------------- |
| 1er | VfL Wolfsbourg (125.390) | Olympique lyonnais (111.740) | Linköpings FC (41.470) | Chelsea FCW (47.470)         |
| 2e  | Bayern Munich (52.390)   | Paris Saint-Germain (84.740) | FC Rosengård (77.470)  | Manchester City WFC (57.470) |

|     | Espagne                  | Danemark                  | Italie                  | Russie               |
| --- | ------------------------ | ------------------------- | ----------------------- | -------------------- |
| 1er | Atlético Madrid (25.170) | Fortuna Hjørring (50.045) | Juventus FC (11.385)    | Zvezda 2005 (37.395) |
| 2e  | FC Barcelone (80.170)    | Brøndby IF (47.045)       | Fiorentina WFC (19.385) | Riazan VDV (13.395)  |

|     | Suisse                    | République tchèque     | Autriche                | Norvège                |
| --- | ------------------------- | ---------------------- | ----------------------- | ---------------------- |
| 1er | FC Zürich Frauen (43.890) | Sparta Prague (32.550) | SKN St. Pölten (23.415) | Lillestrøm SK (31.920) |

| - Suisse : FC Bâle (10.890) - République tchèque : Slavia Prague (45.550) - Autriche : USC Landhaus Vienne (8.415) - Norvège : Avaldsnes IL (13.920) - Écosse : Glasgow City (35.415) - Pays-Bas : Ajax Amsterdam (13.250) - Kazakhstan : BIIK Kazygurt (28.920) - Pologne : Górnik Łęczna (6.600) - Chypre : Barcelona FA (5.940) - Islande : Þór/KA (9.930) - Serbie : Spartak Subotica (19.285) - Roumanie : CFF Olimpia Cluj (15.960) - Hongrie : MTK Budapest (11.960) - Belgique : RSC Anderlecht (4.125) - Bosnie-Herzégovine : SFK 2000 Sarajevo (14.630) - Lituanie : FK Gintra Universitetas (25.270) - Turquie : Ataşehir Belediyespor (4.290) - Slovénie : ŽNK Olimpija Ljubljana (4.300) - Finlande : FC Honka (3.135) - Portugal : Sporting Portugal (5.465) | - Biélorussie : FK Minsk (14.460) - Ukraine : Zhytlobud-1 Kharkiv (10.470) - Grèce : Elpides Karditsas (3.135) - Irlande : Wexford Youths WFC (5.305) - Croatie : ŽNK Osijek (11.305) - Israël : FC Kiryat Gat (2.480) - Estonie : Pärnu JK (8.645) - Bulgarie : FC NSA Sofia (6.650) - Slovaquie : ŠK Slovan Bratislava (2.155) - Îles Féroé : EB/Streymur/Skála (0.990) - Irlande du Nord : Linfield Ladies FC (0.660) - Pays de Galles : Cardiff Met WFC (2.660) - Monténégro : ŽFK Breznica (1.660) - Albanie : Vllaznia Shkodër (4.655) - Kosovo : KFF Mitrovica (0.330) - Lettonie : Rīgas FS (1.330) - Macédoine : ŽFK Dragon 2014 (0.000) - Moldavie : Agarista-ȘS Anenii Noi (0.165) - Malte : Birkirkara FC (0.165) - Géorgie : FC Martve (0.000) |

## Calendrier
| Nom                           | Date tirage au sort           | Date aller                    | Date retour                   | Nombre de participants        | Nombre en lice                |
| Phase de qualification (2018) | Phase de qualification (2018) | Phase de qualification (2018) | Phase de qualification (2018) | Phase de qualification (2018) | Phase de qualification (2018) |
| ----------------------------- | ----------------------------- | ----------------------------- | ----------------------------- | ----------------------------- | ----------------------------- |
| Phase de qualification        | 22 juin                       | du 7 au 13 août               | du 7 au 13 août               | 40                            | 60 à 32                       |
| Phase finale (2018-2019)      |                               |                               |                               |                               |                               |
| Seizièmes de finale           | 17 août                       | 12-13 septembre               | 26-27 septembre               | 32                            | 32 à 16                       |
| Huitièmes de finale           | 1eroctobre                    | 17-18 octobre                 | 31 octobre-1ernovembre        | 16                            | 16 à 8                        |
| Quarts de finale              | 9 novembre                    | 20-21 mars                    | 27-28 mars                    | 8                             | 8 à 4                         |
| Demi-finales                  | 9 novembre                    | 20-21 avril                   | 27-28 avril                   | 4                             | 4 à 2                         |
| Finale                        | 9 novembre                    | 18 mai à Budapest             | 18 mai à Budapest             | 2                             | 2 à 1                         |

## Phase de qualification

### Format et tirage au sort
Le tirage au sort de la phase de qualification a lieu le 22 juin 2018 à Nyon. 40 équipes sont réparties en dix groupes de quatre et s'affrontent dans des mini-championnats de trois journées, chaque groupe ayant une équipe accueillant tous les matches de la poule. Les dix meilleures équipes de chaque groupe se qualifient pour les seizièmes de finale, ainsi que les deux meilleurs deuxièmes (en ne prenant pas en compte le résultat contre le dernier).
Pour le tirage au sort, les 40 équipes sont réparties en quatre chapeaux selon leur coefficient UEFA. Un groupe est composé d'une équipe provenant de chaque chapeau ; de plus, à la suite d'une décision du Panel d'urgence de l'UEFA, les clubs de Bosnie-Herzégovine et de Serbie ne peuvent pas être tirés au sort dans le même groupe qu'un club du Kosovo (cette décision est valable pour toutes les compétitions de l'UEFA de la saison 2018-2019).
Les matchs sont joués les 7, 10 et 13 août 2018.
| Club                        | Coeff  |
| --------------------------- | ------ |
| SK Slavia Prague            | 45.550 |
| Glasgow City (Hôte)         | 35.415 |
| BIIK Kazygurt               | 28.920 |
| Gintra Universitetas (Hôte) | 25.270 |
| Spartak Subotica            | 19.285 |
| CFF Olimpia Cluj-Napoca     | 15.960 |
| SFK 2000 Sarajevo (Hôte)    | 14.630 |
| FK Minsk                    | 14.460 |
| Avaldsnes IL                | 13.920 |
| Ajax Amsterdam              | 13.250 |

| Club                       | Coeff  |
| -------------------------- | ------ |
| MTK Budapest (Hôte)        | 11.960 |
| ŽNK Osijek (Hôte)          | 11.305 |
| Zhytlobud-1 Kharkiv (Hôte) | 10.470 |
| FC Bâle                    | 10.890 |
| Þór/KA                     | 9.930  |
| Pärnu JK                   | 8.645  |
| USC Landhaus Vienne        | 8.415  |
| FC NSA Sofia               | 6.650  |
| Górnik Łęczna              | 6.600  |
| Barcelona FA               | 5.940  |

| Club                          | Coeff |
| ----------------------------- | ----- |
| Sporting Clube de Portugal    | 5.465 |
| Wexford Youths WFC            | 5.305 |
| KF Vllaznia Shkodër           | 4.655 |
| ŽNK Olimpija Ljubljana (Hôte) | 4.300 |
| Ataşehir Belediyespor         | 4.290 |
| RSC Anderlecht                | 4.125 |
| Elpides Karditsas             | 3.135 |
| Honka                         | 3.135 |
| Cardiff Met WFC               | 2.660 |
| FC Kiryat Gat                 | 2.480 |

| Club                      | Coeff |
| ------------------------- | ----- |
| ŠK Slovan Bratislava      | 2.155 |
| ŽFK Breznica (Hôte)       | 1.660 |
| Rīgas FS (Hôte)           | 1.330 |
| EB/Streymur/Skála         | 0.990 |
| Linfield Ladies FC (Hôte) | 0.660 |
| KFF Mitrovica             | 0.330 |
| Birkirkara FC             | 0.165 |
| Agarista-ȘS Anenii Noi    | 0.165 |
| FC Martve                 | 0.000 |
| ŽFK Dragon 2014           | 0.000 |

### Groupe 1
| Rang | Équipe                    | Pts | J | G | N | P | Bp | Bc | Diff |  | Résultats                 |  |     |     |     |
| ---- | ------------------------- | --- | - | - | - | - | -- | -- | ---- |  | ------------------------- |  | --- | --- | --- |
| 1    | Ajax Amsterdam            | 7   | 3 | 2 | 1 | 0 | 6  | 1  | +5   |  | Ajax Amsterdam            |  | 0-0 | 4-1 | 2-0 |
| 2    | Þór/KA                    | 7   | 3 | 2 | 1 | 0 | 5  | 0  | +5   |  | Þór/KA                    |  |     | 2-0 | 3-0 |
| 3    | Wexford Youths WFC        | 3   | 3 | 1 | 0 | 2 | 4  | 9  | -5   |  | Wexford Youths WFC        |  |     |     | 3-2 |
| 4    | Linfield Ladies FC (Hôte) | 0   | 3 | 0 | 0 | 3 | 2  | 7  | -5   |  | Linfield Ladies FC (Hôte) |  |     |     |     |

### Groupe 2
| Rang | Équipe                        | Pts | J | G | N | P | Bp | Bc | Diff |  | Résultats                     |  |     |     |     |
| ---- | ----------------------------- | --- | - | - | - | - | -- | -- | ---- |  | ----------------------------- |  | --- | --- | --- |
| 1    | Barcelona FA                  | 9   | 3 | 3 | 0 | 0 | 10 | 0  | +10  |  | Barcelona FA                  |  | 2-0 | 2-0 | 6-0 |
| 2    | FK Minsk                      | 6   | 3 | 2 | 0 | 1 | 7  | 2  | +5   |  | FK Minsk                      |  |     | 1-0 | 6-0 |
| 3    | ŠK Slovan Bratislava          | 3   | 3 | 1 | 0 | 2 | 1  | 3  | -2   |  | ŠK Slovan Bratislava          |  |     |     | 1-0 |
| 4    | ŽNK Olimpija Ljubljana (Hôte) | 0   | 3 | 0 | 0 | 3 | 0  | 13 | -13  |  | ŽNK Olimpija Ljubljana (Hôte) |  |     |     |     |

### Groupe 3
| Rang | Équipe              | Pts | J | G | N | P | Bp | Bc | Diff |  | Résultats           |  |     |     |      |
| ---- | ------------------- | --- | - | - | - | - | -- | -- | ---- |  | ------------------- |  | --- | --- | ---- |
| 1    | Glasgow City (Hôte) | 6   | 3 | 2 | 0 | 1 | 10 | 2  | +8   |  | Glasgow City (Hôte) |  | 1-2 | 2-0 | 7-0  |
| 2    | RSC Anderlecht      | 6   | 3 | 2 | 0 | 1 | 12 | 2  | +10  |  | RSC Anderlecht      |  |     | 0-1 | 10-0 |
| 3    | Górnik Łęczna       | 6   | 3 | 2 | 0 | 1 | 13 | 2  | +11  |  | Górnik Łęczna       |  |     |     | 12-0 |
| 4    | FC Martve           | 0   | 3 | 0 | 0 | 3 | 0  | 29 | -29  |  | FC Martve           |  |     |     |      |

### Groupe 4
| Rang | Équipe                | Pts | J | G | N | P | Bp | Bc | Diff |  | Résultats             |  |     |     |     |
| ---- | --------------------- | --- | - | - | - | - | -- | -- | ---- |  | --------------------- |  | --- | --- | --- |
| 1    | SK Slavia Prague      | 9   | 3 | 3 | 0 | 0 | 15 | 3  | +12  |  | SK Slavia Prague      |  | 4-1 | 7-2 | 4-0 |
| 2    | MTK Budapest (Hôte)   | 4   | 3 | 1 | 1 | 1 | 9  | 7  | +2   |  | MTK Budapest (Hôte)   |  |     | 2-2 | 6-1 |
| 3    | Ataşehir Belediyespor | 4   | 3 | 1 | 1 | 1 | 10 | 10 | 0    |  | Ataşehir Belediyespor |  |     |     | 6-1 |
| 4    | KFF Mitrovica         | 0   | 3 | 0 | 0 | 3 | 2  | 16 | -14  |  | KFF Mitrovica         |  |     |     |     |

### Groupe 5
| Rang | Équipe              | Pts | J | G | N | P | Bp | Bc | Diff |  | Résultats           |  |     |     |     |
| ---- | ------------------- | --- | - | - | - | - | -- | -- | ---- |  | ------------------- |  | --- | --- | --- |
| 1    | Spartak Subotica    | 9   | 3 | 3 | 0 | 0 | 10 | 0  | +10  |  | Spartak Subotica    |  | 5-0 | 1-0 | 4-0 |
| 2    | FC Bâle             | 6   | 3 | 2 | 0 | 1 | 7  | 5  | +2   |  | FC Bâle             |  |     | 3-0 | 4-0 |
| 3    | FC Kiryat Gat       | 1   | 3 | 0 | 1 | 2 | 4  | 8  | -4   |  | FC Kiryat Gat       |  |     |     | 4-4 |
| 4    | ŽFK Breznica (Hôte) | 1   | 3 | 0 | 1 | 2 | 4  | 12 | -8   |  | ŽFK Breznica (Hôte) |  |     |     |     |

### Groupe 6
| Rang | Équipe                     | Pts | J | G | N | P | Bp | Bc | Diff |  | Résultats                  |  |     |     |     |
| ---- | -------------------------- | --- | - | - | - | - | -- | -- | ---- |  | -------------------------- |  | --- | --- | --- |
| 1    | Zhytlobud-1 Kharkiv (Hôte) | 9   | 3 | 3 | 0 | 0 | 16 | 3  | +13  |  | Zhytlobud-1 Kharkiv (Hôte) |  | 3-1 | 5-2 | 8-0 |
| 2    | CFF Olimpia Cluj-Napoca    | 6   | 3 | 2 | 0 | 1 | 10 | 6  | +4   |  | CFF Olimpia Cluj-Napoca    |  |     | 3-2 | 6-1 |
| 3    | Cardiff Met WFC            | 1   | 3 | 0 | 1 | 2 | 6  | 10 | -4   |  | Cardiff Met WFC            |  |     |     | 2-2 |
| 4    | Birkirkara FC              | 1   | 3 | 0 | 1 | 2 | 3  | 16 | -13  |  | Birkirkara FC              |  |     |     |     |

### Groupe 7
| Rang | Équipe              | Pts | J | G | N | P | Bp | Bc | Diff |  | Résultats           |  |     |     |     |
| ---- | ------------------- | --- | - | - | - | - | -- | -- | ---- |  | ------------------- |  | --- | --- | --- |
| 1    | BIIK Kazygurt       | 9   | 3 | 3 | 0 | 0 | 9  | 1  | +8   |  | BIIK Kazygurt       |  | 2-0 | 2-1 | 5-0 |
| 2    | Elpides Karditsas   | 6   | 3 | 2 | 0 | 1 | 6  | 4  | +2   |  | Elpides Karditsas   |  |     | 3-1 | 2-1 |
| 3    | USC Landhaus Vienne | 3   | 3 | 1 | 0 | 2 | 3  | 6  | -3   |  | USC Landhaus Vienne |  |     |     | 2-1 |
| 4    | Rīgas FS (Hôte)     | 0   | 3 | 0 | 0 | 3 | 2  | 9  | -7   |  | Rīgas FS (Hôte)     |  |     |     |     |

### Groupe 8
| Rang | Équipe                   | Pts | J | G | N | P | Bp | Bc | Diff |  | Résultats                |  |     |     |     |
| ---- | ------------------------ | --- | - | - | - | - | -- | -- | ---- |  | ------------------------ |  | --- | --- | --- |
| 1    | SFK 2000 Sarajevo (Hôte) | 9   | 3 | 3 | 0 | 0 | 12 | 1  | +11  |  | SFK 2000 Sarajevo (Hôte) |  | 5-0 | 2-1 | 5-0 |
| 2    | KF Vllaznia Shkodër      | 6   | 3 | 2 | 0 | 1 | 7  | 7  | 0    |  | KF Vllaznia Shkodër      |  |     | 3-1 | 4-1 |
| 3    | Pärnu JK                 | 3   | 3 | 1 | 0 | 2 | 4  | 5  | -1   |  | Pärnu JK                 |  |     |     | 2-0 |
| 4    | Agarista-ȘS Anenii Noi   | 0   | 3 | 0 | 0 | 3 | 1  | 11 | -10  |  | Agarista-ȘS Anenii Noi   |  |     |     |     |

### Groupe 9
| Rang | Équipe                      | Pts | J | G | N | P | Bp | Bc | Diff |  | Résultats                   |  |     |     |     |
| ---- | --------------------------- | --- | - | - | - | - | -- | -- | ---- |  | --------------------------- |  | --- | --- | --- |
| 1    | Gintra Universitetas (Hôte) | 7   | 3 | 2 | 1 | 0 | 17 | 1  | +16  |  | Gintra Universitetas (Hôte) |  | 1-1 | 9-0 | 7-0 |
| 2    | Honka                       | 7   | 3 | 2 | 1 | 0 | 13 | 1  | +12  |  | Honka                       |  |     | 5-0 | 7-0 |
| 3    | FC NSA Sofia                | 3   | 3 | 1 | 0 | 2 | 3  | 14 | -11  |  | FC NSA Sofia                |  |     |     | 3-0 |
| 4    | EB/Streymur/Skála           | 0   | 3 | 0 | 0 | 3 | 0  | 17 | -17  |  | EB/Streymur/Skála           |  |     |     |     |

### Groupe 10
| Rang | Équipe                     | Pts | J | G | N | P | Bp | Bc | Diff |  | Résultats                  |  |     |     |      |
| ---- | -------------------------- | --- | - | - | - | - | -- | -- | ---- |  | -------------------------- |  | --- | --- | ---- |
| 1    | Avaldsnes IL               | 7   | 3 | 2 | 1 | 0 | 8  | 4  | +4   |  | Avaldsnes IL               |  | 3-2 | 2-2 | 3-0  |
| 2    | Sporting Clube de Portugal | 6   | 3 | 2 | 0 | 1 | 9  | 3  | +6   |  | Sporting Clube de Portugal |  |     | 3-0 | 4-0  |
| 3    | ŽNK Osijek (Hôte)          | 4   | 3 | 1 | 1 | 1 | 15 | 5  | +10  |  | ŽNK Osijek (Hôte)          |  |     |     | 13-0 |
| 4    | ŽFK Dragon 2014            | 0   | 3 | 0 | 0 | 3 | 0  | 20 | -20  |  | ŽFK Dragon 2014            |  |     |     |      |

### Classements des deuxièmes de groupe
Les deux meilleurs deuxièmes sont directement qualifiés pour les seizièmes de finale. Afin de déterminer les positions, on établit le classement ci-dessous en ne prenant en compte les résultats des deuxièmes de groupe que contre les premiers et troisièmes de leur groupe (le groupe étant précisé entre parenthèses).
| Rang | Équipe                                 | Pts | J | G | N | P | Bp | Bc | Diff |
| ---- | -------------------------------------- | --- | - | - | - | - | -- | -- | ---- |
| 1    | Honka (Groupe 9)                       | 4   | 2 | 1 | 1 | 0 | 6  | 1  | +5   |
| 2    | Þór/KA (Groupe 1)                      | 4   | 2 | 1 | 1 | 0 | 3  | 0  | +3   |
| 3    | Sporting Clube de Portugal (Groupe 10) | 3   | 2 | 1 | 0 | 1 | 5  | 3  | +2   |
| 4    | Elpides Karditsas (Groupe 7)           | 3   | 2 | 1 | 0 | 1 | 4  | 3  | +1   |
| 5    | Anderlecht (Groupe 3)                  | 3   | 2 | 1 | 0 | 1 | 2  | 2  | 0    |
| 6    | CFF Olimpia Cluj-Napoca (Groupe 6)     | 3   | 2 | 1 | 0 | 1 | 4  | 5  | -1   |
| 7    | FK Minsk (Groupe 2)                    | 3   | 2 | 1 | 0 | 1 | 1  | 2  | -1   |
| 8    | FC Bâle (Groupe 5)                     | 3   | 2 | 1 | 0 | 1 | 3  | 5  | -2   |
| 9    | KF Vllaznia Shkodër (Groupe 8)         | 3   | 2 | 1 | 0 | 1 | 3  | 6  | -3   |
| 10   | MTK Budapest FC (Groupe 4)             | 1   | 2 | 0 | 1 | 1 | 3  | 6  | -3   |

## Phase finale
Slavia Prague
Sparta Prague

### Seizièmes de finale
Les clubs en italique correspondent aux équipes qualifiées via la phase de qualification. Le coefficient UEFA des clubs, déterminant les têtes de série, est indiqué entre parenthèses. Les têtes de série jouent leur match retour à domicile. Le tirage au sort a lieu le 17 août 2018 à Nyon.
| Têtes de série | Non-têtes de série |
| --- | --- |
| - Olympique lyonnais (111.740 - Tenant du titre) - VfL Wolfsbourg (125.390) - Paris Saint-Germain (84.740) - FC Barcelone (80.170) - FC Rosengård (77.470) - Manchester City (57.470) - Bayern Munich (52.390) - Fortuna Hjørring (50.045) - Chelsea FCW (47.470) - Brøndby IF (47.045) - Slavia Prague (45.550) - FC Zürich Frauen (43.890) - Linköpings FC (41.470) - Zvezda 2005 (37.395) - Glasgow City (35.415) - Sparta Prague (32.550) | - Lillestrøm (31.920) - BIIK Kazygurt (28.920) - Gintra Universitetas (25.270) - Atlético de Madrid (25.170) - SKN St. Pölten (23.415) - Fiorentina WFC (19.385) - Spartak Subotica (19.285) - SFK 2000 Sarajevo (14.630) - Avaldsnes IL (13.920) - Riazan VDV (13.395) - Ajax Amsterdam (13.250) - Juventus FC (11.385) - Zhytlobud-1 Kharkiv (10.470) - Þór/KA (9.930) - Barcelona FA (5.940) - Honka (3.135) |

Les matchs aller se déroulent les 12 et 13 septembre 2018 et les matchs retour les 26 et 27 septembre 2018.
| Équipe               | Aller | Total  | Retour | Équipe              |
| -------------------- | ----- | ------ | ------ | ------------------- |
| Honka                | 0 - 1 | 1 - 6  | 1 - 5  | FC Zürich Frauen    |
| Fiorentina WFC       | 2 - 0 | 4 - 0  | 2 - 0  | Fortuna Hjørring    |
| Ajax Amsterdam       | 2 - 0 | 4 - 1  | 2 - 1  | Sparta Prague       |
| Avaldsnes IL         | 0 - 2 | 0 - 7  | 0 - 5  | Olympique lyonnais  |
| Riazan VDV           | 0 - 1 | 0 - 3  | 0 - 2  | FC Rosengård        |
| Juventus FC          | 2 - 2 | 2 - 3  | 0 - 1  | Brøndby IF          |
| SFK 2000 Sarajevo    | 0 - 5 | 0 - 11 | 0 - 6  | Chelsea LFC         |
| Atlético de Madrid   | 1 - 1 | 3 - 1  | 2 - 0  | Manchester City     |
| Þór/KA               | 0 - 1 | 0 - 3  | 0 - 2  | VfL Wolfsbourg      |
| Gintra Universitetas | 0 - 3 | 0 - 7  | 0 - 4  | Slavia Prague       |
| BIIK Kazygurt        | 3 - 1 | 3 - 4  | 0 - 3  | FC Barcelone        |
| Barcelona FA         | 0 - 2 | 1 - 2  | 1 - 0  | Glasgow City        |
| Spartak Subotica     | 0 - 7 | 0 - 11 | 0 - 4  | Bayern Munich       |
| SKN St. Pölten       | 1 - 4 | 1 - 6  | 0 - 2  | Paris Saint-Germain |
| Zhytlobud-1 Kharkiv  | 1 - 6 | 1 - 10 | 0 - 4  | Linköpings FC       |
| Lillestrøm           | 3 - 0 | 4 - 0  | 1 - 0  | Zvezda 2005         |

### Huitièmes de finale
Le tirage au sort des huitièmes de finale a eu lieu le 1er octobre 2018.
- Les huit clubs disposant des coefficients les plus élevés sont têtes de série et sont placés dans un chapeau. Dans l'autre chapeau sont placés les clubs non tête de série.
- Aucun club ne peut rencontrer un adversaire d'une même association.
- Un tirage séparé détermine qui jouera l'aller à domicile (et donc le retour à l'extérieur).

| Têtes de série | Non-têtes de série |
| --- | --- |
| - VfL Wolfsbourg (125.390) - Olympique lyonnais (111.740) - Paris Saint-Germain (84.740) - FC Barcelone (80.170) - FC Rosengård (77.470) - Bayern Munich (52.390) - Chelsea FCW (47.470) - Brøndby IF (47.045) | - Slavia Prague (45.550) - FC Zürich Frauen (43.890) - Linköpings FC (41.470) - Glasgow City (35.415) - Lillestrøm (31.920) - Atlético de Madrid (25.170) - Fiorentina WFC (19.385) - Ajax Amsterdam (13.250) |

Les matchs aller se déroulent les 17 et 18 octobre 2018 et les matchs retour le 31 octobre et 1er novembre 2018.
| Équipe           | Aller | Total  | Retour | Équipe              |
| ---------------- | ----- | ------ | ------ | ------------------- |
| FC Zürich Frauen | 0 - 2 | 0 - 5  | 0 - 3  | Bayern Munich       |
| VfL Wolfsbourg   | 4 - 0 | 10 - 0 | 6 - 0  | Atlético de Madrid  |
| Ajax Amsterdam   | 0 - 4 | 0 - 13 | 0 - 9  | Olympique lyonnais  |
| FC Barcelone     | 5 - 0 | 8 - 0  | 3 - 0  | Glasgow City        |
| Linköpings FC    | 0 - 2 | 2 - 5  | 2 - 3  | Paris Saint-Germain |
| Chelsea FCW      | 1 - 0 | 7 - 0  | 6 - 0  | Fiorentina WFC      |
| FC Rosengård     | 2 - 3 | 2 - 3  | 0 - 0  | Slavia Prague       |
| Lillestrøm       | 1 - 1 | 3 - 1  | 2 - 0  | Brøndby IF          |

### Tableau final
|  | Quarts de finale    | Quarts de finale    | Quarts de finale    | Quarts de finale   |                    |                    | Demi-finales        | Demi-finales        | Demi-finales        | Demi-finales        |  |  | Finale                                       | Finale                                       | Finale                                       | Finale                                       |
|  |                     |                     |                     |                    |                    |                    |                     |                     |                     |                     |  |  |                                              |                                              |                                              |                                              |
|  | 20 et 27 mars 2019  | 20 et 27 mars 2019  | 20 et 27 mars 2019  | 20 et 27 mars 2019 |                    |                    | 21 et 28 avril 2019 | 21 et 28 avril 2019 | 21 et 28 avril 2019 | 21 et 28 avril 2019 |  |  | 18 mai 2019 - Stade de Ferencváros, Budapest | 18 mai 2019 - Stade de Ferencváros, Budapest | 18 mai 2019 - Stade de Ferencváros, Budapest | 18 mai 2019 - Stade de Ferencváros, Budapest |
|  | 20 et 27 mars 2019  | 20 et 27 mars 2019  | 20 et 27 mars 2019  | 20 et 27 mars 2019 |                    |                    | 21 et 28 avril 2019 | 21 et 28 avril 2019 | 21 et 28 avril 2019 | 21 et 28 avril 2019 |  |  | 18 mai 2019 - Stade de Ferencváros, Budapest | 18 mai 2019 - Stade de Ferencváros, Budapest | 18 mai 2019 - Stade de Ferencváros, Budapest | 18 mai 2019 - Stade de Ferencváros, Budapest |
|  | Olympique lyonnais  | Olympique lyonnais  | 2                   | 4                  |                    |                    | 21 et 28 avril 2019 | 21 et 28 avril 2019 | 21 et 28 avril 2019 | 21 et 28 avril 2019 |  |  | 18 mai 2019 - Stade de Ferencváros, Budapest | 18 mai 2019 - Stade de Ferencváros, Budapest | 18 mai 2019 - Stade de Ferencváros, Budapest | 18 mai 2019 - Stade de Ferencváros, Budapest |
|  | Olympique lyonnais  | Olympique lyonnais  | 2                   | 4                  |                    |                    | 21 et 28 avril 2019 | 21 et 28 avril 2019 | 21 et 28 avril 2019 | 21 et 28 avril 2019 |  |  | 18 mai 2019 - Stade de Ferencváros, Budapest | 18 mai 2019 - Stade de Ferencváros, Budapest | 18 mai 2019 - Stade de Ferencváros, Budapest | 18 mai 2019 - Stade de Ferencváros, Budapest |
|  | VfL Wolfsbourg      | VfL Wolfsbourg      | 1                   | 2                  |                    |                    | 21 et 28 avril 2019 | 21 et 28 avril 2019 | 21 et 28 avril 2019 | 21 et 28 avril 2019 |  |  | 18 mai 2019 - Stade de Ferencváros, Budapest | 18 mai 2019 - Stade de Ferencváros, Budapest | 18 mai 2019 - Stade de Ferencváros, Budapest | 18 mai 2019 - Stade de Ferencváros, Budapest |
|  | VfL Wolfsbourg      | VfL Wolfsbourg      | 1                   | 2                  | Olympique lyonnais | Olympique lyonnais | 2                   | 1                   |                     |                     |  |  | 18 mai 2019 - Stade de Ferencváros, Budapest | 18 mai 2019 - Stade de Ferencváros, Budapest | 18 mai 2019 - Stade de Ferencváros, Budapest | 18 mai 2019 - Stade de Ferencváros, Budapest |
|  | 21 et 27 mars 2019  |                     |                     |                    | Olympique lyonnais | Olympique lyonnais | 2                   | 1                   |                     |                     |  |  | 18 mai 2019 - Stade de Ferencváros, Budapest | 18 mai 2019 - Stade de Ferencváros, Budapest | 18 mai 2019 - Stade de Ferencváros, Budapest | 18 mai 2019 - Stade de Ferencváros, Budapest |
|  |                     |                     | Chelsea FCW         | Chelsea FCW        | 1                  | 1                  |                     |                     |                     |                     |  |  | 18 mai 2019 - Stade de Ferencváros, Budapest | 18 mai 2019 - Stade de Ferencváros, Budapest | 18 mai 2019 - Stade de Ferencváros, Budapest | 18 mai 2019 - Stade de Ferencváros, Budapest |
|  | Chelsea FCW         | Chelsea FCW         | Chelsea FCW         | Chelsea FCW        | 1                  | 1                  | 2                   | 1                   |                     |                     |  |  | 18 mai 2019 - Stade de Ferencváros, Budapest | 18 mai 2019 - Stade de Ferencváros, Budapest | 18 mai 2019 - Stade de Ferencváros, Budapest | 18 mai 2019 - Stade de Ferencváros, Budapest |
|  | Chelsea FCW         | Chelsea FCW         | 21 et 28 avril 2019 |                    |                    |                    | 2                   | 1                   |                     |                     |  |  | 18 mai 2019 - Stade de Ferencváros, Budapest | 18 mai 2019 - Stade de Ferencváros, Budapest | 18 mai 2019 - Stade de Ferencváros, Budapest | 18 mai 2019 - Stade de Ferencváros, Budapest |
|  | Paris Saint-Germain | Paris Saint-Germain | 0                   | 2                  |                    |                    |                     |                     |                     |                     |  |  | 18 mai 2019 - Stade de Ferencváros, Budapest | 18 mai 2019 - Stade de Ferencváros, Budapest | 18 mai 2019 - Stade de Ferencváros, Budapest | 18 mai 2019 - Stade de Ferencváros, Budapest |
|  | Paris Saint-Germain | Paris Saint-Germain | 0                   | 2                  | Olympique lyonnais | Olympique lyonnais | 4                   | 4                   |                     |                     |  |  |                                              |                                              |                                              |                                              |
|  | 20 et 27 mars 2019  |                     |                     |                    | Olympique lyonnais | Olympique lyonnais | 4                   | 4                   |                     |                     |  |  |                                              |                                              |                                              |                                              |
|  |                     |                     | FC Barcelone        | FC Barcelone       | 1                  | 1                  |                     |                     |                     |                     |  |  |                                              |                                              |                                              |                                              |
|  | Slavia Prague       | Slavia Prague       | FC Barcelone        | FC Barcelone       | 1                  | 1                  | 1                   | 1                   |                     |                     |  |  |                                              |                                              |                                              |                                              |
|  | Slavia Prague       | Slavia Prague       |                     |                    |                    |                    |                     |                     |                     |                     |  |  |                                              |                                              |                                              |                                              |
|  | Bayern Munich       | Bayern Munich       | 1                   | 5                  |                    |                    |                     |                     |                     |                     |  |  |                                              |                                              |                                              |                                              |
|  | Bayern Munich       | Bayern Munich       | 1                   | 5                  | Bayern Munich      | Bayern Munich      | 0                   | 0                   |                     |                     |  |  |                                              |                                              |                                              |                                              |
|  | 20 et 27 mars 2019  |                     |                     |                    | Bayern Munich      | Bayern Munich      | 0                   | 0                   |                     |                     |  |  |                                              |                                              |                                              |                                              |
|  |                     |                     | FC Barcelone        | FC Barcelone       | 1                  | 1                  |                     |                     |                     |                     |  |  |                                              |                                              |                                              |                                              |
|  | FC Barcelone        | FC Barcelone        | FC Barcelone        | FC Barcelone       | 1                  | 1                  | 3                   | 1                   |                     |                     |  |  |                                              |                                              |                                              |                                              |
|  | FC Barcelone        | FC Barcelone        |                     |                    |                    |                    |                     | 1                   |                     |                     |  |  |                                              |                                              |                                              |                                              |
|  | Lillestrøm          | Lillestrøm          | 0                   | 0                  |                    |                    |                     |                     |                     |                     |  |  |                                              |                                              |                                              |                                              |
|  | Lillestrøm          | Lillestrøm          | 0                   | 0                  |                    |                    |                     |                     |                     |                     |  |  |                                              |                                              |                                              |                                              |
|  |                     |                     |                     |                    |                    |                    |                     |                     |                     |                     |  |  |                                              |                                              |                                              |                                              |

( ) = Tirs au but; ap = Après prolongation; e = Victoire aux buts marqués à l'extérieur; f = Victoire par forfait

### Quarts de finale
Le tirage au sort des quarts de finale a eu lieu le 9 novembre 2018 à Nyon.
Les huit équipes qui restent dans la compétition sont soumises à un tirage intégral. Il n'y a aucune tête de série et les équipes d'un même pays peuvent se rencontrer. Pour les quarts de finale, les huit boules sont placées dans une vasque et mélangées. La première équipe tirée accueille la deuxième au match aller. La procédure est la même pour les trois autres matches.
Pour le tirage des demi-finales, quatre morceaux de papier portant la mention "Vainqueur quart de finale 1" à "Vainqueur quart de finale 4" sont placés dans une vasque. Le tirage est similaire à celui des quarts de finale. Un autre tirage détermine qui, des deux finalistes, sera l'équipe qui recevra en finale.
Les équipes qualifiées pour les quarts de finale sont :
- VfL Wolfsbourg
- Olympique lyonnais
- Paris Saint-Germain
- FC Barcelone
- Bayern Munich
- Chelsea FCW
- Slavia Prague
- Lillestrøm

Les matchs ont lieu les 20-21 et 27 mars 2019.
| Équipe             | Aller | Total | Retour | Équipe              |
| ------------------ | ----- | ----- | ------ | ------------------- |
| Olympique lyonnais | 2 - 1 | 6 - 3 | 4 - 2  | VfL Wolfsbourg      |
| Chelsea FCW        | 2 - 0 | 3 - 2 | 1 - 2  | Paris Saint-Germain |
| Slavia Prague      | 1 - 1 | 2 - 6 | 1 - 5  | Bayern Munich       |
| FC Barcelone       | 3 - 0 | 4 - 0 | 1 - 0  | Lillestrøm          |

### Demi-finales
Les matchs ont lieu les 21 et 28 avril 2019.
| Équipe             | Aller | Total | Retour | Équipe       |
| ------------------ | ----- | ----- | ------ | ------------ |
| Olympique lyonnais | 2 - 1 | 3 - 2 | 1 - 1  | Chelsea FCW  |
| Bayern Munich      | 0 - 1 | 0 - 2 | 0 - 1  | FC Barcelone |

### Finale
| 18 mai 2019  | Olympique lyonnais                  | 4 - 1 | FC Barcelone | Stade de Ferencváros, Budapest                                                                                             | |
| 18 h 00 CEST | Marozsán 5e · Hegerberg 14e 19e 30e |       | 89e Oshoala  | Spectateurs : 19 487 Arbitrage : Anastasia Pustovoitova Ekaterina Kurochkina (a) Petruta Iugulescu (a) Katalin Kulcsár (q) | Spectateurs : 19 487 Arbitrage : Anastasia Pustovoitova Ekaterina Kurochkina (a) Petruta Iugulescu (a) Katalin Kulcsár (q) |
| 18 h 00 CEST | Rapport                             |       |              | Spectateurs : 19 487 Arbitrage : Anastasia Pustovoitova Ekaterina Kurochkina (a) Petruta Iugulescu (a) Katalin Kulcsár (q) | Spectateurs : 19 487 Arbitrage : Anastasia Pustovoitova Ekaterina Kurochkina (a) Petruta Iugulescu (a) Katalin Kulcsár (q) |

| Lyon | Barcelone |

| G              | 16 | Sarah Bouhaddi     |     |
| D              | 02 | Lucy Bronze        |     |
| D              | 03 | Wendie Renard      | 25e |
| D              | 07 | Amel Majri         |     |
| D              | 29 | Griedge Mbock      |     |
| M              | 06 | Amandine Henry     |     |
| M              | 10 | Dzsenifer Marozsán |     |
| M              | 24 | Jessica Fishlock   | 72e |
| A              | 09 | E. Le Sommer       | 82e |
| A              | 11 | S. van de Sanden   | 63e |
| A              | 14 | Ada Hegerberg      | 16e |
| Remplaçantes : |    |                    |     |
| M              | 05 | Saki Kumagai       | 72e |
| A              | 04 | Selma Bacha        | 82e |
| A              | 20 | Delphine Cascarino | 63e |
| Entraîneur :   |    |                    |     |
| Reynald Pedros |    |                    |     |

| G              | 01 | Sandra Paños           |     |
| D              | 04 | Mapi León              |     |
| D              | 08 | Marta Torrejón         |     |
| D              | 15 | Leila Ouahabi          |     |
| D              | 17 | Andrea Pereira         | 81e |
| M              | 06 | Vicky Losada           |     |
| M              | 09 | Mariona Caldentey      |     |
| M              | 11 | Alexia Putellas        |     |
| M              | 14 | Aitana Bonmatí         | 69e |
| A              | 16 | Toni Duggan            | 69e |
| A              | 22 | Lieke Martens          |     |
| Remplaçantes : |    |                        |     |
| M              | 10 | Andressa Alves         | 69e |
| A              | 20 | Asisat Oshoala         | 69e |
| D              | 03 | Stefanie van der Gragt | 81e |
| Entraîneur :   |    |                        |     |
| Lluís Cortés   |    |                        |     |

| Champion d'Europe 2019           |
| -------------------------------- |
|                                  |
| Olympique lyonnais Sixième titre |

## Classements annexes
- Dernière mise à jour faite le 27 mars 2019.
- Statistiques officielles de l'UEFA.
- Rencontres de qualification non-incluses.

### Buteuses
| Rang | Buteuse                 | Club                | Buts | Minutes jouées |
| ---- | ----------------------- | ------------------- | ---- | -------------- |
| 1    | Pernille Harder         | Vfl Wolfsburg       | 8    | 482            |
| 2    | Ada Hegerberg           | Olympique lyonnais  | 7    | 810            |
| 3    | Eugénie Le Sommer       | Olympique lyonnais  | 6    | 692            |
| 4    | Marie-Antoinette Katoto | Paris Saint-Germain | 5    | 415            |
| 4    | Fran Kirby              | Chelsea FC Women    | 5    | 587            |
| 4    | Toni Duggan             | FC Barcelone        | 5    | 636            |

### Passeuses
| Rang | Passeuse               | Club             | Passes décisives | Minutes jouées |
| ---- | ---------------------- | ---------------- | ---------------- | -------------- |
| 1    | Caroline Graham Hansen | Vfl Wolfsburg    | 4                | 484            |
| 1    | Petra Divišová (cs)    | Slavia Prague    | 4                | 489            |
| 1    | Lina Magull            | Bayern Munich    | 4                | 530            |
| 1    | Fran Kirby             | Chelsea FC Women | 4                | 587            |
| 1    | Sara Däbritz           | Bayern Munich    | 4                | 605            |